# Prywatne więzienie
Prywatne więzienie – termin używane na określenie zakładu karnego prowadzonego przez prywatne przedsiębiorstwo na podstawie porozumienia z odpowiednimi organami władzy państwowej (na zasadzie partnerstwa publiczno-prywatnego). Prywatne więzienia funkcjonują m.in. w Stanach Zjednoczonych.